# Peucetia myanmarensis
Peucetia myanmarensis là một loài nhện trong họ Oxyopidae.
Loài này thuộc chi Peucetia. Peucetia myanmarensis được Alberto Barrion & James A. Litsinger miêu tả năm 1995.